# Danh sách câu lạc bộ bóng đá ở Algérie

## Câu lạc bộ
Về danh sách đầy đủ các câu lạc bộ bóng đá Algérie, xem Thể loại:Câu lạc bộ bóng đá Algérie.
Ở Algérie, có hơn 1.000 câu lạc bộ bóng đá, đây là ghi nhận của châu Phi và Ả rập. Dưới đây là một vài đội bóng trong số đó:

### A
- A Bou Saâda
- AB Mérouana
- AS Aïn M'lila
- AS Bordj Ghédir
- AS Khroub
- ASM Oran
- ASO Chlef

### C
- CA Batna
- CA Bordj Bou Arréridj
- CC Sig
- CS Constantine
- CR Belouizdad
- CR Béni Thour
- CR Témouchent
- CRB Aïn Fakroun
- CRB Aïn Oussera
- CRB Ain Turk
- CRB Ben Badis
- CRE Constantine
- CO Harrach

### E
- E Sour El Ghozlane
- ES Azzefoun
- Entente de Collo
- ES Guelma
- ES Mostaganem
- ES Sétif
- ESM Koléa

### G
- GC Mascara

### H
- Hamra Annaba
- HB Chelghoum Laïd
- Hydra AC

### I
- IS Tighennif
- IB Khémis El Khechna
- IB Lakhdaria
- IR Bir Mourad Raïs
- IRB Maghnia
- IRB Sougueur

### J
- JH Djazaïr
- JS Bordj Ménaïel
- JS Djijel
- JS El Biar
- JS Kabylie
- JS Saoura
- JSM Béjaïa
- JSM Chéraga
- JSM Skikda
- JSM Tiaret

### M
- MB Hassasna
- MC Alger
- MC El Eulma
- MC Mekhadma
- MC Oran
- MC Saïda
- MO Béjaïa
- MO Constantine
- MSP Batna

### N
- NARB Réghaïa
- NA Hussein Dey
- NC Magra
- NRB Touggourt

### O
- Olympique de Médéa
- OM Arzew
- OMR El Annasser

### P
- Paradou AC

### R
- RC Arbaâ
- RC Kouba
- RC Relizane
- RCG Oran
- RCB Oued Rhiou

### S
- SA Mohammadia
- SCM Oran

### U
- UMS Dréan
- US Biskra
- US Chaouia
- US Remchi
- USM Aïn Beïda
- USM Alger
- USM Annaba
- USM Bel-Abbès
- USM Blida
- USM Chéraga
- USM El Harrach
- USM Khenchela
- USM Oran
- USM Sétif
- USMM Hadjout

### W
- WA Boufarik
- WA Mostaganem
- WA Ramdane Djamel
- WA Tlemcen
- WR Bentalha
- WR M'Sila

### Z
- ZSA Témouchent